# (22256) 1978 VP9
1978 في بي 9 (ويعرف أيضًا باسم (22256) 1978 في بي 9 وفق تسمية الكوكب الصغير) (بالإنجليزية: 1978 VP9)‏ هو كويكب ضمن حزام الكويكبات؛ وترتيبه 22256 من حيث الاكتشاف.
اكتُشف هذا الجُرم الفلكي بواسطة شيلت جون بوبي في 7 نوفمبر 1978.

## وصلات خارجية
- (22256) 1978 VP9 في قاعدة بيانات مختبر الدفع النفاث لأجرام النظام الشمسي الصغيرة

- الاكتشاف · مخطط المدار ·  العناصر المدارية · المعلمات المادية

- (22256) 1978 VP9 على موقع ويكي سكاي: DSS2, SDSS, GALEX, IRAS, Hydrogen α, X-Ray, Astrophoto, Sky Map, Articles and images